# Stuart, Nebraska
Stuart är en ort (village) i Holt County i Nebraska. Vid 2010 års folkräkning hade Stuart 590 invånare.